# 스타 뷰티 쇼
《스타 뷰티 쇼》는 SBS FunE에서 편성된 메이크업 전문 오락 프로그램이다. 주로 매주 새로운 셀러브리티가 게스트로 초대돼 뷰티에 대한 이야기를 나누는 토크쇼이다.

## 같이 보기
- 겟 잇 뷰티 (온스타일, Get It Beauty)
- 스타 뷰티 로드